# Besta-fera
A besta-fera é um ser mítico do folclore português e brasileiro. É uma criatura de traços indefinidos comedora de gente e que tem um rugido assustador. No sentido figurado é usado para se referir a uma pessoa cruel e sem coração. A besta ladradora é referida na novela de Amadis de Gaula como sendo uma besta-fera: "Fora-se Amadis a desafiar a medonha besta-fera no seu fojo de rochas".
No adagiário popular diz-se: "Não há besta-fera que não se alegre com a sua companheira".
Os historiadores davam o nome de "besta-fera" aos tumultos e revoltas da população furiosa.
O mito deste animal fantástico terá sido levado para o Brasil pelos colonizadores portugueses.

## No Brasil
Também se diz que a besta-fera é uma versão brasileira do centauro, e é muitas vezes empregada em sentido figurado para se referir a alguém que é extremamente irritado. Segundo a lenda, acredita-se que ele é o próprio Diabo, que sai do Inferno em noites de lua cheia para colocar o "sinal da besta" nas pessoas, estas, diz a lenda, estão marcadas para ir para o Inferno. Ela fazia várias vítimas, principalmente em florestas ou bosques pouco frequentados.
A besta-fera tem o corpo de cavalo e o dorso humano. Ela corre pelas áreas florestadas até encontrar uma flor vermelha, coberta de sangue na qual desaparece. O som de seus cascos é suficiente para aterrorizar as pessoas. A besta-fera chicoteia os animais que encontra pelo caminho. Segundo a lenda, embora terrível, este homem-cavalo não é tão perigoso para as pessoas. A tradição diz que quando uma pessoa vê o seu rosto, ela enlouquece por vários dias, mas se recupera depois. Pouco se sabe sobre essa lenda. Algumas pessoas o confundem com a lenda do lobisomem.